# Editura Dacia
Editura Dacia este o editură din Cluj-Napoca, fondată în 1969 din inițiativa unui grup de intelectuali transilvăneni. A tipărit lucrări în limbile română, germană și maghiară, afirmîndu-se de-a lungul anilor ca una din cele mai mari și prestigioase edituri din țară.

## Istoric
Editura Dacia a promovat diversitatea culturală și etnică în perioada României socialiste, promovând cultura română într-o perioadă dificilă, în timpul cenzurii culturale socialiste.
Începând din 1999, editura a fost condusă de scriitorul Ion Vădan. În ultimii ani, activitatea editurii a fost marcată de numeroase divergențe între salariați și conducere.

## Serii tematice
Editura Dacia a inițiat și editat mai multe colecții tematice, printre care Discobolul, Politica, Mundus Imaginalis, Remember, Homo religiosus, Universitaria, Alternative, Scorpionul și Athenaeum. A fost premiată în multiple rânduri, inclusiv de către Academia Română, Uniunea Scriitorilor din România și Uniunea Artiștilor Plastici din România.
Logoul editurii grupează stemele stilizate ale regiunilor istorice ale României: Transilvania, Moldova și Țara Românească (vezi și Stema Transilvaniei, Steagul și stema Moldovei, Steagul și stema Țării Românești). Potrivit sitului oficial, acestea reprezintă de asemenea, prin extensie, „întrepătrunderea spiritualității românești în general cu cele aparținând maghiarilor si germanilor stabiliți de secole în Transilvania.” În 2007, sloganul editurii era Citesc deci exist.